# Zwitsers voetbalelftal in 2004
Het Zwitsers voetbalelftal speelde twaalf officiële interlands in het jaar 2004, waaronder drie duels tijdens het EK voetbal 2004 in Portugal. Bondscoach was Köbi Kuhn, die aantrad in 2001. Op de in 1993 geïntroduceerde FIFA-wereldranglijst zakte Zwitserland in 2004 van de 44ste (januari 2004) naar de 51ste plaats (december 2004).

## Balans
| Wedstrijden | Wedstrijden | Wedstrijden | Wedstrijden | Doelpunten | Doelpunten | Doelpunten | Punten |
| Gespeeld    | Winst       | Gelijk      | Verlies     | Voor       | Tegen      | Saldo      | Punten |
| ----------- | ----------- | ----------- | ----------- | ---------- | ---------- | ---------- | ------ |
| 12          | 3           | 4           | 5           | 14         | 15         | –1         | 0.833  |

## Interlands
|                                                                  |                                    |       |                      |                                                                                                |
| 18 februari Vriendschappelijk № 632 «onderlinge duels» 20:00 uur | Marokko                            | 2 – 1 | Zwitserland          | Complexe Sportif Moulay Abdallah, Rabat Toeschouwers: 1.700 Scheidsrechter: Kamel Berber (ALG) |
| 18 februari Vriendschappelijk № 632 «onderlinge duels» 20:00 uur | Ahmed Adjou 78' Mohcine Iajour 82' |       | 90+1' Alexander Frei | Complexe Sportif Moulay Abdallah, Rabat Toeschouwers: 1.700 Scheidsrechter: Kamel Berber (ALG) |

|                                                               |                      |       |             |                                                                                      |
| 31 maart Vriendschappelijk № 633 «onderlinge duels» 20:00 uur | Griekenland          | 1 – 0 | Zwitserland | Pankritio Stadion, Heraklion Toeschouwers: 21.000 Scheidsrechter: René Temmink (NED) |
| 31 maart Vriendschappelijk № 633 «onderlinge duels» 20:00 uur | Vasilis Tsiartas 56' |       |             | Pankritio Stadion, Heraklion Toeschouwers: 21.000 Scheidsrechter: René Temmink (NED) |

|                                                               |                                     |       |                    |                                                                               |
| 28 april Vriendschappelijk № 634 «onderlinge duels» 20:15 uur | Zwitserland                         | 2 – 1 | Slovenië           | Stade de Genève, Genève Toeschouwers: 7.500 Scheidsrechter: Ruud Bossen (NED) |
| 28 april Vriendschappelijk № 634 «onderlinge duels» 20:15 uur | Fabio Celestini 66' Hakan Yakin 85' |       | 46' Zlatko Zahovič | Stade de Genève, Genève Toeschouwers: 7.500 Scheidsrechter: Ruud Bossen (NED) |

|                                                             |             |                                     |           |                                                                                   |
| 2 juni Vriendschappelijk № 635 «onderlinge duels» 20:15 uur | Zwitserland | 0 – 2                               | Duitsland | St. Jakob-Park, Bazel Toeschouwers: 30.000 Scheidsrechter: Domenico Messina (ITA) |
| 2 juni Vriendschappelijk № 635 «onderlinge duels» 20:15 uur |             | 62' Kevin Kurányi 84' Kevin Kurányi |           | St. Jakob-Park, Bazel Toeschouwers: 30.000 Scheidsrechter: Domenico Messina (ITA) |

|                                                             |                    |       |               |                                                                            |
| 6 juni Vriendschappelijk № 636 «onderlinge duels» 20:15 uur | Zwitserland        | 1 – 0 | Liechtenstein | Hardturm, Zürich Toeschouwers: 10.200 Scheidsrechter: Dietmar Drabek (AUT) |
| 6 juni Vriendschappelijk № 636 «onderlinge duels» 20:15 uur | Daniel Gygax 90+1' |       |               | Hardturm, Zürich Toeschouwers: 10.200 Scheidsrechter: Dietmar Drabek (AUT) |

| EK voetbal 2004 |
| --------------- |

|                                                              |         |       |             |                                                                                                 |
| 13 juni Euro 2004 Groep B № 637 «onderlinge duels» 17:00 uur | Kroatië | 0 – 0 | Zwitserland | Estádio Dr. Magalhães Pessoa, Leiria Toeschouwers: 24.090 Scheidsrechter: Lucílio Batista (POR) |
| 13 juni Euro 2004 Groep B № 637 «onderlinge duels» 17:00 uur |         |       |             | Estádio Dr. Magalhães Pessoa, Leiria Toeschouwers: 24.090 Scheidsrechter: Lucílio Batista (POR) |

|                                                              |                                                      |       |             |                                                                                               |
| 17 juni Euro 2004 Groep B № 638 «onderlinge duels» 17:00 uur | Engeland                                             | 3 – 0 | Zwitserland | Estádio Cidade de Coimbra, Coimbra Toeschouwers: 28.214 Scheidsrechter: Valentin Ivanov (RUS) |
| 17 juni Euro 2004 Groep B № 638 «onderlinge duels» 17:00 uur | Wayne Rooney 23' Wayne Rooney 75' Steven Gerrard 82' |       |             | Estádio Cidade de Coimbra, Coimbra Toeschouwers: 28.214 Scheidsrechter: Valentin Ivanov (RUS) |

|                                                              |                      |       |                                                         |                                                                                            |
| 21 juni Euro 2004 Groep B № 639 «onderlinge duels» 19:45 uur | Zwitserland          | 1 – 3 | Frankrijk                                               | Estádio Cidade de Coimbra, Coimbra Toeschouwers: 28.111 Scheidsrechter: Ľuboš Micheľ (SVK) |
| 21 juni Euro 2004 Groep B № 639 «onderlinge duels» 19:45 uur | Johan Vonlanthen 26' |       | 20' Zinédine Zidane 76' Thierry Henry 84' Thierry Henry | Estádio Cidade de Coimbra, Coimbra Toeschouwers: 28.111 Scheidsrechter: Ľuboš Micheľ (SVK) |

|  |  |  |  |  |  |  |  |  |

|                                                                  |             |       |               |                                                                               |
| 18 augustus Vriendschappelijk № 640 «onderlinge duels» 19:15 uur | Zwitserland | 0 – 0 | Noord-Ierland | Hardturm, Zürich Toeschouwers: 4.000 Scheidsrechter: Nicolai Vollquartz (DEN) |
| 18 augustus Vriendschappelijk № 640 «onderlinge duels» 19:15 uur |             |       |               | Hardturm, Zürich Toeschouwers: 4.000 Scheidsrechter: Nicolai Vollquartz (DEN) |

|                                                                | |       |         |                                                                                  |
| 4 september WK-kwalificatie № 641 «onderlinge duels» 17:30 uur | Zwitserland | 6 – 0 | Faeröer | St. Jakob-Park, Bazel Toeschouwers: 13.013 Scheidsrechter: Alexandru Tudor (ROM) |
| 4 september WK-kwalificatie № 641 «onderlinge duels» 17:30 uur | Johan Vonlanthen 10' Johan Vonlanthen 14' Alexandre Rey 29' Alexandre Rey 44' Alexandre Rey 55' Johan Vonlanthen 56' |       |         | St. Jakob-Park, Bazel Toeschouwers: 13.013 Scheidsrechter: Alexandru Tudor (ROM) |

|                                                                |                 |       |                     |                                                                                 |
| 8 september WK-kwalificatie № 642 «onderlinge duels» 20:30 uur | Zwitserland     | 1 – 1 | Ierland             | St. Jakob-Park, Bazel Toeschouwers: 28.000 Scheidsrechter: Kyros Vassaras (GRE) |
| 8 september WK-kwalificatie № 642 «onderlinge duels» 20:30 uur | Hakan Yakin 17' |       | 9' Clinton Morrison | St. Jakob-Park, Bazel Toeschouwers: 28.000 Scheidsrechter: Kyros Vassaras (GRE) |

|                                                              |                                      |       |                                         |                                                                                     |
| 9 oktober WK-kwalificatie № 643 «onderlinge duels» 20:30 uur | Israël                               | 2 – 2 | Zwitserland                             | Ramat Gan Stadion, Ramat Gan Toeschouwers: 37.976 Scheidsrechter: Mark Shield (AUS) |
| 9 oktober WK-kwalificatie № 643 «onderlinge duels» 20:30 uur | Yossi Benayoun 9' Yossi Benayoun 48' |       | 26' Alexander Frei 34' Johan Vonlanthen | Ramat Gan Stadion, Ramat Gan Toeschouwers: 37.976 Scheidsrechter: Mark Shield (AUS) |

## FIFA-wereldranglijst
| JAN | FEB | MAR | APR | MEI | JUN | JUL | AUG | SEP | OKT | NOV | DEC |
| --- | --- | --- | --- | --- | --- | --- | --- | --- | --- | --- | --- |
| 44  | 45  | 45  | 47  | 47  | 47  | 45  | 47  | 49  | 42  | 45  | 51  |

## Statistieken
| Jörg Stiel          | 1968-03-03 | Borussia M'gladbach | 7  | 0 | 0 | 21  | 0  |
| Pascal Zuberbühler  | 1971-01-08 | FC Basel            | 5  | 2 | 0 | 25  | 0  |
| Verdediging         |            |                     |    |   |   |     |    |
| Bernt Haas          | 1978-04-08 | SC Bastia           | 11 | 0 | 0 |     |    |
| Patrick Müller      | 1976-12-17 | FC Basel            | 11 | 0 | 0 | 51  | 2  |
| Murat Yakin         | 1974-09-15 | FC Basel            | 9  | 0 | 0 | 49  | 4  |
| Christoph Spycher   | 1978-03-30 | Grasshopper Club    | 7  | 2 | 0 |     |    |
| Stéphane Henchoz    | 1974-09-07 | Celtic              | 5  | 4 | 0 | 70  | 0  |
| Ludovic Magnin      | 1979-04-20 | Werder Bremen       | 3  | 4 | 0 |     |    |
| Bruno Berner        | 1977-11-21 | SC Freiburg         | 2  | 3 | 0 | 16  | 0  |
| Marco Zwyssig       | 1971-10-24 | FC Basel            | 0  | 2 | 0 |     |    |
| Stéphane Grichting  | 1979-03-30 | AJ Auxerre          | 0  | 1 | 0 | 1   | 0  |
| Rémo Meyer          | 1980-11-12 | TSV 1860 München    | 0  | 1 | 0 |     |    |
| Middenveld          |            |                     |    |   |   |     |    |
| Hakan Yakın         | 1977-02-22 | Galatasaray SK      | 12 | 0 | 2 |     |    |
| Raphaël Wicky       | 1977-04-26 | Hamburger SV        | 10 | 0 | 0 |     |    |
| Johann Vogel        | 1977-03-08 | PSV Eindhoven       | 9  | 0 | 0 |     |    |
| Benjamin Huggel     | 1977-07-07 | FC Basel            | 6  | 3 | 0 |     |    |
| Ricardo Cabanas     | 1979-01-17 | Grasshopper Club    | 5  | 4 | 0 |     |    |
| Fabio Celestini     | 1975-10-30 | Levante UD          | 3  | 4 | 1 |     |    |
| Tranquillo Barnetta | 1985-05-22 | Hannover 96         | 2  | 0 | 0 | 2   | 0  |
| Johann Lonfat       | 1973-09-11 | FC Sochaux          | 1  | 4 | 0 | 20  | 1  |
| Aanval              |            |                     |    |   |   |     |    |
| Alexander Frei      | 1979-07-15 | Stade Rennais       | 8  | 1 | 2 | 31  | 16 |
| Stéphane Chapuisat  | 1969-06-28 | BSC Young Boys      | 7  | 0 | 0 | 103 | 21 |
| Johan Vonlanthen    | 1986-02-01 | Brescia             | 5  | 2 | 3 | 7   | 3  |
| Daniel Gygax        | 1981-08-28 | FC Zürich           | 2  | 6 | 1 | 8   | 1  |
| Alexandre Rey       | 1972-09-22 | Neuchâtel Xamax     | 2  | 0 | 3 | 17  | 5  |
| Milaim Rama         | 1976-02-29 | FC Augsburg         | 0  | 5 | 0 | 7   | 0  |
| Marco Streller      | 1981-06-18 | VfB Stuttgart       | 0  | 2 | 0 |     |    |
| Thomas Häberli      | 1974-04-11 | BSC Young Boys      | 0  | 1 | 0 | 1   | 0  |
| André Muff          | 1981-01-28 | Grasshopper Club    | 0  | 1 | 0 |     |    |